# Харченко Валерій Володимирович
Валерій Володимирович Харченко (12 грудня 1957 , Київ ) — український механік, дійсний член НАН України. Директор Інституту проблем міцності НАН України.

## З життєпису
Народився 12 грудня 1957 року в Києві. В 1981 році закінчив Київський політехний інститут. У 1984 — 1994 роках та з 1999 року працює в Інституті проблем міцності НАН України (з 1999 року — завідувач відділу та заступник директора, з 2011 року — директор).
Наукові праці в галузі механіки деформівного твердого тіла, міцності матеріалів і елементів конструкцій при нестаціонарних інтенсивних термосилових навантаженнях. Запропонував новий підхід до розрахунку додаткових резервів міцності корпусів ядерних реакторів під час аварійних навантажень, обґрунтував ресурс та його продовження для відповідального обладнання АЕС.
В 2017 році отримав Державну премія України в галузі науки і техніки за роботу: «Ефективні методи оцінювання напруженого стану структурно-неоднорідних тіл, спричиненого дією полів різної фізичної природи».